# Alcide d'Orbigny
Alcide d'Orbigny (6. září 1802 – 30. června 1857) byl francouzský biolog. Narodil se v obcí Couëron, ale od roku 1820 žil s rodinou ve městě La Rochelle. Zde se začal zajímat o přírodopis (studoval mořskou faunu). V letech 1826 až 1833 působil v Jižní Americe – navštívil Brazílií, Argentinu, Paraguay, Chile, Bolívii, Peru, Ekvádor a Kolumbii. Do Francie si následně přivezl více než deset tisíc vzorků. Řadu z nich popsal ve svém devadesátisvazkovém díle La Relation du Voyage dans l'Amérique Méridionale pendant les annés 1826 à 1833. Další z jeho vzorků popsali jiní zoologové. V roce 1834 získal zlatou medaili od Francouzské geografické společnosti. Zemřel v obcí Pierrefitte-sur-Seine ve věku 54 let.